# Unterthingau
Unterthingau település Németországban, azon belül Bajorországban. Lakosainak száma 2900 fő (2023. december 31.). Unterthingau Wald és Marktoberdorf községekkel határos.

## Népesség
A település népessége az elmúlt években az alábbi módon változott:
| Lakosok száma | 649  | 1328 | 1160 | 2354 | 2733 | 2789 | 2856 | 2889 | 2873 | 2900 |
|               | 1875 | 1950 | 1975 | 1987 | 2012 | 2014 | 2016 | 2017 | 2021 | 2023 |